# Henry Luce
Henry Robinson Luce (3. dubna 1898 Dengzhou, Jen-tchaj – 28. února 1967 Phoenix) byl americký magazínový magnát. Založil a řídil několik známých magazínů: Life, Time, Fortune a Sports Illustrated. Ve své době byl považován za nejvlivnějšího občana Spojených států.

## Životopis
Narodil se v městské prefektuře Jen-tchaj v Číně, presbyteriánskému misionáři. V Číně chodil do různých škol. V patnácti letech se přestěhoval do Spojených států amerických. S budoucí manželkou Lilou Hotz se poprvé setkal v roce 1919 během studií na Yaleově univerzitě. Manželi se stali v roce 1923 a měli dvě děti, které se jmenovaly Peter Paul a Henry Luce III. V roce 1935 se oženil podruhé, a to s Clare Boothe Luce. Zemřel v roce 1967 v americkém Phoenixu.

## Média
První magazín založil v roce 1923 a jmenoval se Time. V roce 1930 založil magazín Fortune. V roce 1936 zakoupil magazín Life a znovu spustil týdenní tisk tohoto fotomagazínu. V roce 1952 spustil magazín House & Home a o dva roky později spustil Sports Illustrated.